# Václav Kotek
Václav Kotek (3. února 1953 – 25. července 2019 Karlštejn) byl český divadelník. Původně pracoval jako kulisák v Divadle Járy Cimrmana, posléze se stal jeho hercem a z pozice jednatele Divadelní agentury Echo také jeho manažerem. Herecky se angažoval i v Cimrman English Theatre, druhém souboru zaštiťovaném zmíněnou agenturou. Byl otcem českého herce a hudebníka Vojtěcha Kotka, který po smrti otce převzal společně se svou matkou Alenou Kotkovou vedení Divadelní agentury Echo a řízení obou uvedených souborů.

## Život a dílo
Členem Divadla Járy Cimrmana byl od roku 1973, původně jako kulisák. Nakonec vystupoval celkem ve dvanácti hrách tohoto souboru, většinou v malých nebo málomluvných rolích. Výjimečně ale hrál i plnohodnotné role jako Náčelníka v Dobytí severního pólu nebo herce Jozífka (Bártu) v Záskoku. Vytvořil i několik epizodních rolí ve filmech Ladislava Smoljaka.
V roce 2007 vedl výpravu do ruského pohoří Altaj, která zde provedla výstup na dosud nepojmenovanou horu dosahující nadmořské výšky 3 610 metrů. Dobytý vrchol pak pojmenovali „hora Járy Cimrmana – hora česko-altajského přátelství“. Součástí výpravy byli vedle Kotka i jeho syn Vojtěch, který o ní natáčel pseudodokument Expedice Altaj, dále horolezec Radek Jaroš, Evžen Hart či Jan Herzmann. Na samotný vrchol ovšem vystoupili jen horolezci Jaroš, Radek Kokoř a místní horský vůdce Gerasimov.
V létě 2019 Václav Kotek tragicky zemřel po pádu ze schodiště ve svém domě v Karlštejně, kam se dříve přestěhoval z pražských Vinohrad. Pohřeb se konal 6. srpna 2019 ve velké obřadní síni pražského strašnického krematoria.

## Kontroverze
Václav Kotek byl za svoji manažerskou činnost dlouhodobě kritizován Filipem Smoljakem, jedním z potomků a dědiců autorských práv Ladislava Smoljaka, spoluautora a režiséra her Divadla Járy Cimrmana. Filip Smoljak se tímto dostal do opozice vůči Zdeňku Svěrákovi i svým vlastním sourozencům, kteří se zastupováním Divadelní agenturou Echo souhlasí.
Spory vzbudil i Kotkem vedený projekt expedice na Altaj. Několik českých horolezců považovalo nápad pojmenovat po Cimrmanovi horu na Altaji za neuctivý vůči místním obyvatelům, vylezli na horu ještě před cimrmanology a pojmenovali ji domorodým jménem Tekelu-Bažy. Sám Kotek na to konto řekl: „Těch hor je tam tolik, že nevím, jestli se na ni trefili.“ Cimrmanovská výprava pak na horu také vylezla a tvrdila, že pojmenování po Cimrmanovi je platné a úředně schválené, což ale jejich odpůrci zpochybnili.
I po smrti Václava Kotka hovoří Filip Smoljak o tom, že se Divadelní agentura Echo, vedená nyní jeho dědici, za pomoci Jany Rumlenové, ředitelky Žižkovského divadla Járy Cimrmana a manželky jeho herce Genadije Rumleny, neoprávněně obohacuje na tvorbě Divadla Járy Cimrmana, resp. Ladislava Smoljaka.

## Přehled rolí

### Divadlo Járy Cimrmana
- Vyšetřování ztráty třídní knihy – jevištní technik (jen seminář) / zemský školní rada
- Dobytí severního pólu – zkušený technik (jen seminář) / náčelník Karel Němec
- Hospoda Na mýtince – policejní inspektor Trachta
- Vražda v salonním coupé – steward
- Němý Bobeš – Bobeš / Papoušek, baronova matka
- Dlouhý, Široký a Krátkozraký – pocestný
- Posel z Liptákova – Schmoranz (jen seminář)
- Lijavec – mlynář
- Blaník – Šlupka
- Záskok – Bárta
- Švestka – Kryštof Nastoupil / Eda Wasserfall / Emilka Najbrtová
- Afrika – Uku
- České nebe – Radecký[17]

### Cimrman English Theatre
- The Conquest of the North Pole – zkušený kulisák (jen seminář)

### Filmy
- Nejistá sezóna (1987) – příslušník VB
- Rozpuštěný a vypuštěný (1984)
- Kulový blesk (1978) – ženich